# Chrysometa ludibunda
Chrysometa ludibunda är en spindelart som först beskrevs av Eugen von Keyserling 1893.  Chrysometa ludibunda ingår i släktet Chrysometa och familjen käkspindlar. Inga underarter finns listade i Catalogue of Life.